# سوزان هولمز
سوزان هولمز (بالإنجليزية: Susan Carter Holmes)‏ (و. 1933 – م) هي عالمة نبات، من المملكة المتحدة، ولدت في إنجلترا.